# Jordánská rallye

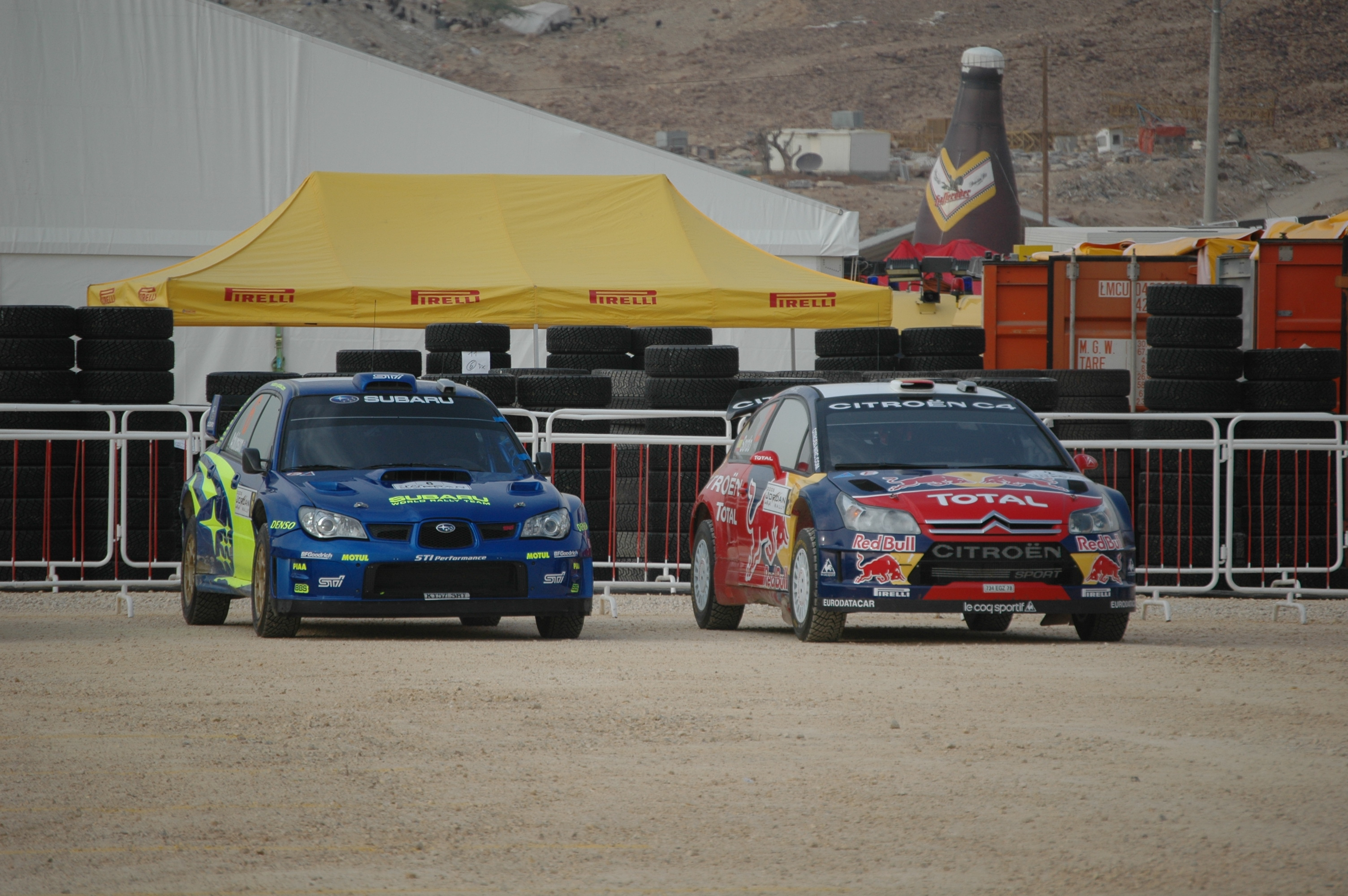
Rok 2008

Jordánská rallye je soutěž Mistrovství světa v rallye, která se koná v Jordánsku.

## Historie soutěže
Jordánská rallye byla poprvé pořádána v roce 1981 jako součást blízkovýchodního šampionátu. Centrum soutěže je vždy poblíž města Ammán. Soutěž má písečné a šotolinové tratě umístěné u Mrtvého moře a v Jordánské nížině. Charakteristická je i vysoká teplota vzduchu.
V rámci Mistrovství světa byly pořádány až ročníky Jordánská rallye 2008, kdy se vítězem stal Mikko Hirvonen s vozem Ford Focus RS WRC, Jordánská rallye 2010, kdy zde vyhrál Sebastien Loeb s vozem Citroën C4 WRC a Jordánská rallye 2011, kdy zde zvítězil Sebastien Ogier s vozem Citroën DS3 WRC.